# Галунов, Филипп Иванович
Филипп Иванович Галунов (1861 — ?) — крестьянин, член II Государственной думы от Костромской губернии.

## Биография

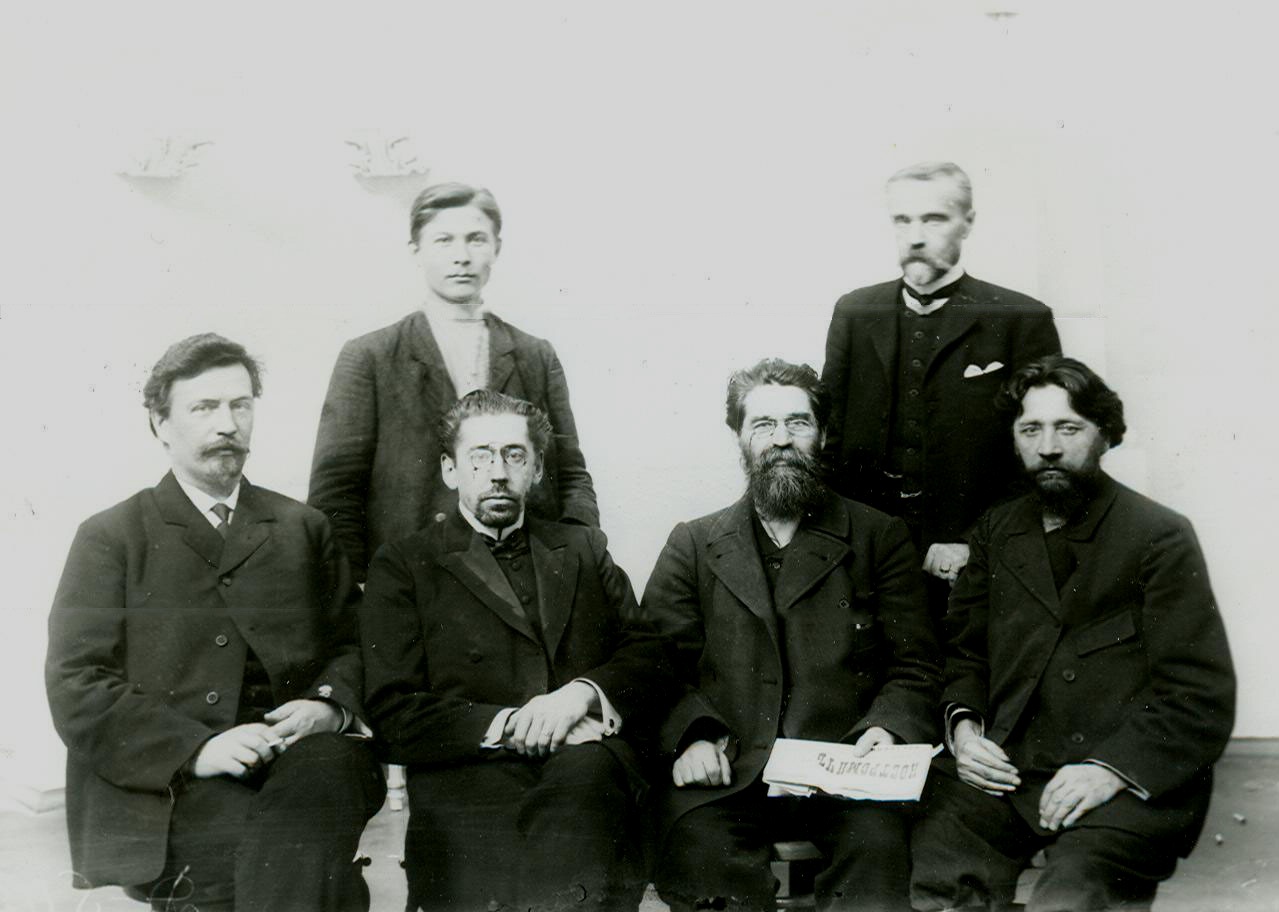
Депутаты Государственной Думы II созыва от Костромской губернии. Стоят:
А. В. Калинин, А. В. Перелешин; сидят: П. Е. Юницкий, Б. Л. Петерсон, Н. Е. Антонов, Ф. И. Галунов

Крестьянин деревни Малая Васильевская Спасской волости Кологривского уезда Костромской губернии. Выпускник начальной сельской школы. Являлся председателем сельскохозяйственного общества, был членом экономического совета. Два года служил волостным писарем и несколько лет являлся учётчиком. Входил в состав в Кологривской группы партии Народной свободы.
10 февраля 1907 года был избран во Государственную думу II созыва от общего состава выборщиков Костромского губернского избирательного собрания. Избрание произошло в результате соглашения выборщиков от левых партий с кадетами. Вошёл в состав Конституционно-демократической фракции. Состоял членом думской Комиссии по народному образованию.
В 1909 году избран делегатом на губернский съезд врачей от Спасского медицинского участка.
Дальнейшая судьба и дата смерти неизвестны.

### Архивы
- Российский государственный исторический архив. Фонд 1278. Опись 1 (2-й созыв), Дело 92; Дело 574. Лист 21, 22.